# Jacquemontia villosissima
Jacquemontia villosissima är en vindeväxtart som beskrevs av V. Ooststr. Jacquemontia villosissima ingår i släktet Jacquemontia och familjen vindeväxter. Inga underarter finns listade i Catalogue of Life.